# ポンデラ郡 (モンタナ州)
ポンデラ郡（英: Pondera County）は、アメリカ合衆国モンタナ州の北西部に位置する郡である。2010年国勢調査での人口は6,153人であり、2000年の6,424人から4.2％減少した。郡庁所在地はコンラッド市（人口2,570人）であり、同郡で人口最大の自治体でもある。

## 地理
アメリカ合衆国国勢調査局に拠れば、郡域全面積は1,640平方マイル (4,248 km2)であり、このうち陸地は1,625平方マイル (4,209 km2)、水域は15平方マイル (39 km2)で水域率は0.92％である。

### 隣接する郡
- グレイシャー郡 - 北
- ツール郡 - 北
- リバティ郡 - 東
- シュートー郡 - 東
- ティトン郡 - 南
- フラットヘッド郡 - 西

### 国立保護地域
- ルイスアンドクラーク国立の森（部分）
- ロッキー山脈フロント保存地域（部分）

## 人口動態
以下は2000年の国勢調査による人口統計データである。
| 基礎データ - 人口: 6,424人 - 世帯数: 2,410 世帯 - 家族数: 1,740 家族 - 人口密度: 2人/km2（4人/mi2） - 住居数: 2,834軒 - 住居密度: 1軒/km2（2軒/mi2） 人種別人口構成 - 白人: 83.66% - アフリカン・アメリカン: 0.09% - ネイティブ・アメリカン: 14.46% - アジア人: 0.14% - 太平洋諸島系: 0.05% - その他の人種: 0.12% - 混血: 1.48% - ヒスパニック・ラテン系: 0.84% 先祖による構成 - ドイツ系：24.1％ - ノルウェー系：13.8％ - アイルランド系：8.3％ - アメリカ人：5.7％ - イギリス系：5.1％ 言語による構成 - 英語：92.0％ - ドイツ語：5.1％ - ブラックフット語：1.8％ | 年齢別人口構成 - 18歳未満: 29.6% - 18-24歳: 6.4% - 25-44歳: 24.8% - 45-64歳: 22.9% - 65歳以上: 16.3% - 年齢の中央値: 39歳 - 性比（女性100人あたり男性の人口） - 総人口: 97.4 - 18歳以上: 95.4 世帯と家族（対世帯数） - 18歳未満の子供がいる: 35.3% - 結婚・同居している夫婦: 60.0% - 未婚・離婚・死別女性が世帯主: 8.4% - 非家族世帯: 27.8% - 単身世帯: 25.5% - 65歳以上の老人1人暮らし: 12.3% - 平均構成人数 - 世帯: 2.63人 - 家族: 3.18人 収入と家計 - 収入の中央値 - 世帯: 30,464米ドル - 家族: 36,484米ドル - 性別 - 男性: 27,125米ドル - 女性: 19,314米ドル - 人口1人あたり収入: 14,276米ドル - 貧困線以下 - 対人口: 18.8% - 対家族数: 15.0% - 18歳未満: 23.4% - 65歳以上: 8.3% |

## 都市と町

### 都市
- コンラッド - 郡庁所在地

### 町
- バリアー

### 国勢調査指定地域
- ハートビュート

### その他の町
- ブラディ
- デュパイア
- ファウラー
- レッジャー
- マンソン
- ロベア
- ウィリアムズ

## 著名な住人
- イバン・ドイグ、小説家、デュパイア在住
- ジョージ・モンゴメリー、映画とテレビの俳優、ブラディで生まれ育った